# Barbières
Barbières is een gemeente in het Franse departement Drôme (regio Auvergne-Rhône-Alpes). De plaats maakt deel uit van het arrondissement Valence. Barbières telde op 1 januari 2022 1.138 inwoners.

## Geografie
De oppervlakte van Barbières bedraagt 14,4 vierkante kilometer; de bevolkingsdichtheid is 77 inwoners per km² (per 1 januari 2019).

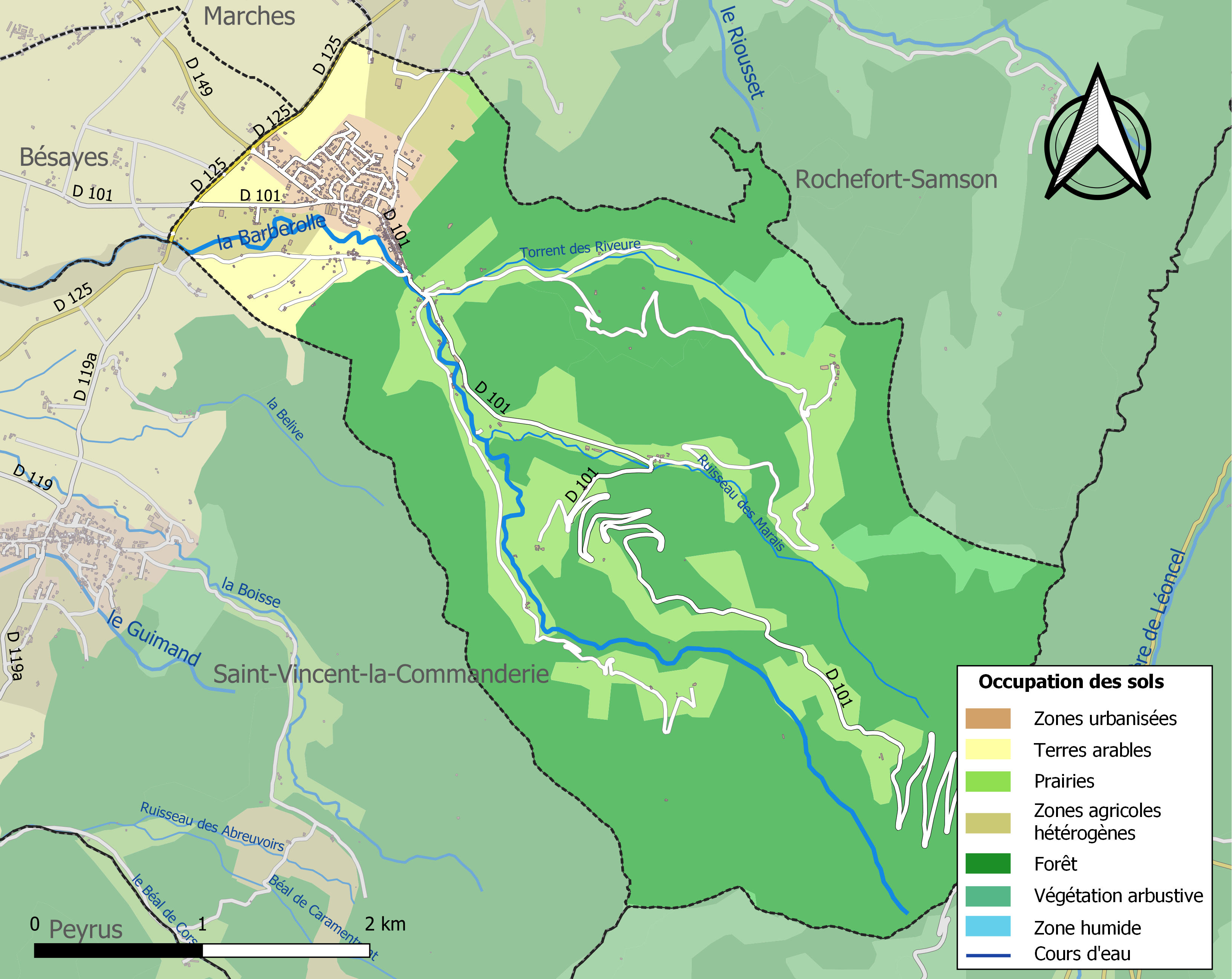
Kaart van de gemeente met belangrijkste infrastructuur, bodemgebruik en omliggende gemeenten

## Demografie
Onderstaande figuur toont het verloop van het inwonertal (bron: INSEE-tellingen).